# Buprestis subornata
Buprestis subornata är en skalbaggsart som först beskrevs av Leconte 1860.  Buprestis subornata ingår i släktet Buprestis och familjen praktbaggar. Inga underarter finns listade i Catalogue of Life.